# Кроу, Джо
Джо Кроу (англ. Joseph Medicine Crow-High Bird; 27 октября 1913 — 3 апреля 2016, Биллингс) — американский историк и писатель из индейского племени кроу. Член сообщества коренных народов США.

## Биография
Родился 27 октября 1913 года недалеко от города Лодж-Грас, штат Монтана, США.
Первоначально учился в колледже Bacone College города Маскоги, штат Оклахома, в 1928 году. Степень бакалавра получил в 1938 году в Linfield College города Макминвил, штат Орегон. Затем обучался в университете Южной Калифорнии, получив степень магистра по антропологии в 1939 году, став тем самым первым членом племени кроу, получившим степень магистра.
В 1943 году Джо Кроу поступил на службу в армию США и принял участие во Второй мировой войне, став разведчиком в 103-й пехотной дивизии. Отправляясь в разведку, Кроу всегда покрывал тело индейской боевой раскраской и под каской носил священное орлиное перо.
После службы в армии вернулся в США и жил в обособленной местности Crow Agency штата Монтана; стал историком и антропологом своего племени кроу. В 1999 году он выступал с трибуны ООН.
Кроу являлся частым гостем колледжа Little Big Horn College города Литтл-Бигхорн и музея при нём, посвященного битве при Литтл-Бигхорн. Этой битве посвящён ряд его трудов и сценарий, на основании которого в городе Хардин, штат Монтана, с 1965 года каждое лето проходит реконструкция битвы. Его книги посвящены истории американских индейцев, также Кроу является автором книги для детей Brave Wolf and the Thunderbird.

## Награды и заслуги
- Кроу награждён Президентской медалью Свободы (2009), Бронзовой звездой (2008), а также орденом Почётного легиона (2008).
- Он получил почетную докторскую степень Rocky Mountain College в 1999 году, университета Южной Калифорнии в 2003 году и Bacone College в 2010 году.